# Gavilanes (kommun)
Gavilanes är en kommun i Spanien.   Den ligger i provinsen Provincia de Ávila och regionen Kastilien och Leon, i den centrala delen av landet, 100 km väster om huvudstaden Madrid. Antalet invånare är 651. Arean är 29,0 kvadratkilometer.
Terrängen i Gavilanes är varierad.